# 13273 Cornwell
13273 Cornwell este o planetă minoră (asteroid), cu un diametru de 2,907 km, din centura de asteroizi. A fost descoperită pe 17 august 1998 la Experimental Test Site⁠(d) de Lincoln Near-Earth Asteroid Research. 
Obiectul prezintă o orbită caracterizată de o semiaxă mare de 2,1945104 UAi, o excentricitate de 0,1, o înclinație de 4,67757 ° în raport cu ecliptica.